# Royal C. Reynolds

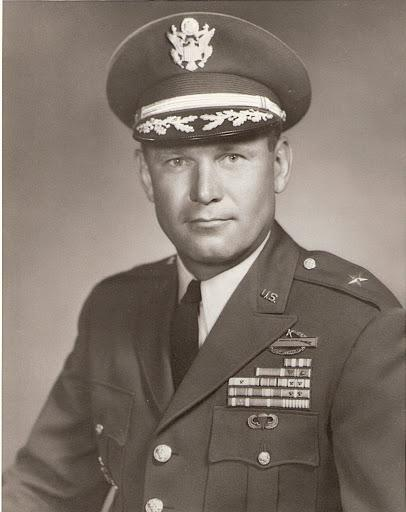
Royal Reynolds Jr.

Royal C. Reynolds Jr. (* 17. Oktober 1910 in Kalifornien; † 24. November 2003 in Arlington, Virginia) war ein Brigadegeneral der United States Army. Er war unter anderem kommissarischer Kommandeur der 2. Infanteriedivision.

## Leben
Royal Reynolds war ein Sohn von Royal Reynold Sr. (1881–1971) und dessen Frau Romietta Redman. Der Vater war Brigadegeneral im medizinischen Dienst des US-Heeres. Sein Onkel Charles R. Reynolds war in den Jahren 1935 bis 1939 als Surgeon General of the United States Army der ranghöchste Arzt der US-Armee.
In den Jahren von 1929 bis 1933 durchlief der jüngere Reynolds die United States Military Academy in West Point. Nach seiner Graduation wurde er als Leutnant der Infanterie zugeteilt. In der Armee durchlief er anschließend alle Offiziersränge vom Leutnant bis zum Brigadegeneral.
Im Lauf seiner militärischen Karriere absolvierte Reynolds verschiedene Kurse und Schulungen. Dazu gehörten unter anderem das Command and General Staff College und das United States Army War College.
In seinen jüngeren Jahren absolvierte er den für Offiziere in den niederen Rangstufen üblichen Dienst in verschiedenen Einheiten und Standorten. Dazu gehörten auch Aufgaben als Stabsoffizier in verschiedenen Hauptquartieren. Zum Zeitpunkt des amerikanischen Eintritts in den Zweiten Weltkrieg war Reynolds auf den Philippinen stationiert. Dort gehörte er dem 57. Infanterieregiment an, das zu den Philippine Scouts gehörte. Reynold stieg in diesem Regiment bis zum Kommandeur des 1. Bataillons auf. Als sich sein Regiment am Ende der Schlacht um die Philippinen den Japanern ergeben musste, lehnte Reynolds einen Gang in die Kriegsgefangenschaft ab. Er tauchte unter und war für den Rest des Krieges Guerillakämpfer hinter den feindlichen Linien.
Nach dem Ende des Krieges setze er seine Offizierslaufbahn im amerikanischen Heer in verschiedenen Funktionen und Standorten fort. Während des Koreakriegs war er Regimentskommandeur in der 7. Infanteriedivision. In seinen späteren Jahren leitete er die United States Escape and Evasion School. Im Sommer 1961 war er Stabsoffizier bei der 2. Infanteriedivision. Im August jenes Jahres war er für einige Wochen deren kommissarischer Kommandeur. Schließlich wurde er nach Fort Benning, dem heutigen Fort Moore versetzt, wo er dem Stab der United States Army Infantry School angehörte. Im Jahr 1963 schied Royal Reynolds aus dem aktiven Militärdienst aus.

## Späte Jahre
In seinem Ruhestand setzte er sich für die Pflege des Andenkens an die Philippine Scouts ein. Er war an der Gründung der Philippine Scouts Heritage Society beteiligt und wurde deren erster Präsident. Dieser Organisation blieb er bis zu seinem Lebensende verbunden. Er starb am 24. November 2003 in Arlington in Virginia und wurde auf dem amerikanischen Nationalfriedhof Arlington beigesetzt.

## Orden und Auszeichnungen
Royal Reynolds Jr. erhielt im Lauf seiner militärischen Laufbahn unter anderem folgende Auszeichnungen:
- Silver Star
- Legion of Merit
- Bronze Star Medal
- American Defense Service Medal
- Asiatic-Pacific Campaign Medal
- American Campaign Medal
- World War II Victory Medal
- National Defense Service Medal
- Korean Service Medal
- Philippine Defense Medal (Philippinen)
- Philippine Liberation Medal (Philippinen)
- United Nations Service Medal Korea (UNO)